# Associazione Sportiva Roma 1944-1945
Questa voce raccoglie le informazioni riguardanti l'Associazione Sportiva Roma nelle competizioni ufficiali della stagione 1944-1945.

## Stagione
Il 1º luglio 1944 viene eletto un nuovo presidente, l'onorevole Pietro Baldassarre, e tornano in rosa due vecchie glorie, Nazzareno Celestini e Balilla Lombardi, mentre il campionato di calcio italiano rimane sospeso per motivi di guerra per un anno ancora. La squadra giallorossa disputa la Coppa città di Roma, un trofeo amatoriale organizzato tra le squadre della capitale che la Roma si aggiudica battendo per 4-1 in finale la MATER. Nel gennaio del 1945, viene riorganizzato per il secondo anno il campionato romano di guerra, vinto dai giallorossi con la Lazio seconda a quattro punti di distanza. Nel marzo del 1945 muore, a causa di una meningite, la giovanissima promessa Mario Forlivesi a soli diciotto anni, che nella stagione precedente aveva degnamente sostituito Amadei segnando 8 gol in 7 presenze; la città intera rimane sconvolta per la drammatica vicenda.

## Divise
La divisa primaria è costituita da maglia rossa con collo a V giallo, pantaloncini bianchi, calze rosse bordate di giallo; in trasferta viene usata una maglia bianca con banda giallorossa orizzontale, pantaloncini rossi e calzettoni rossi bordati di giallo. I portieri hanno una maglia grigia con colletto a polo, pantaloncini neri e calzettoni rossi bordati di giallo.
| Casa | Trasferta | Portiere |

## Organigramma societario
Di seguito l'organigramma societario.
Area direttiva
- Presidente:  Pietro Baldassarre

Area tecnica
- Allenatore: Guido Masetti

## Rosa
Di seguito la rosa.
| N. |                    | Ruolo | Calciatore          |
| -- | ------------------ | ----- | ------------------- |
|    | Italia (bandiera)  | P     | Ippolito Ippoliti   |
|    | Italia (bandiera)  | P     | Cesare Francalancia |
|    | Italia (bandiera)  | D     | Sergio Andreoli     |
|    | Italia (bandiera)  | D     | Arvisto Ferioli     |
|    | Italia (bandiera)  | D     | Renato Pastori      |
|    | Italia (bandiera)  | D     | Alberto Piccinini   |
|    | Italia (bandiera)  | C     | Ermes Borsetti      |
|    | Italia (bandiera)  | C     | Vittorio Dagianti   |
|    | Italia (bandiera)  | C     | Paolo Jacobini      |
|    | Albania (bandiera) | C     | Naim Krieziu        |
|    | Italia (bandiera)  | C     | Claudio Matteini    |

| N. |                   | Ruolo | Calciatore          |
| -- | ----------------- | ----- | ------------------- |
|    | Italia (bandiera) | C     | Edmondo Mornese     |
|    | Italia (bandiera) | C     | Giuseppe Salvioli   |
|    | Italia (bandiera) | C     | Enrico Schiavetti   |
|    | Italia (bandiera) | A     | Amedeo Amadei       |
|    | Italia (bandiera) | A     | Nazzareno Celestini |
|    | Italia (bandiera) | A     | Enzo Cozzolini      |
|    | Italia (bandiera) | A     | Mario Forlivesi †   |
|    | Italia (bandiera) | A     | Nicola Fusco        |
|    | Italia (bandiera) | A     | Balilla Lombardi    |
|    | Italia (bandiera) | A     | Omero Urilli        |

## Calciomercato
Di seguito il calciomercato.
| Acquisti | Acquisti            | Acquisti       | Acquisti   |
| R.       | Nome                | da             | Modalità   |
| -------- | ------------------- | -------------- | ---------- |
| P        | Ippolito Ippoliti   | Juventus Roma  | prestito   |
| P        | Cesare Francalancia | VV.FF. Roma    | prestito   |
| D        | Alberto Piccinini   | Avia           | prestito   |
| C        | Vittorio Dagianti   | -              | svincolato |
| A        | Nazzareno Celestini | MATER          | prestito   |
| A        | Balilla Lombardi    | MATER          | prestito   |
| A        | Omero Urilli        | Albaerotecnica | prestito   |

| Cessioni | Cessioni        | Cessioni | Cessioni      |
| R.       | Nome            | a        | Modalità      |
| -------- | --------------- | -------- | ------------- |
| P        | Giacomo Blason  | -        | svincolato    |
| P        | Guido Masetti   | -        | fine carriera |
| P        | Luciano Casadei | -        | svincolato    |
| D        | Luigi Milano    | -        | svincolato    |

## Risultati

### Campionato romano di guerra

#### Girone di andata
| Arbitro: | Di Chiara |

|                |           |                                                |
| Marchionni 61’ | Marcatori | 39’ Krieziu 67’ Lombardi 70’ Urilli 74’ Amadei |

| Arbitro: | Fois |

|                        |           |  |
| Lombardi 2’ Amadei 55’ | Marcatori |  |

| Arbitro: | Orlandini |

|                                 |           |                                    |
| Cozzolini 26’ Amadei 87’ (rig.) | Marcatori | 14’ Antolini 43’ Fiorelli 47’ Zega |

| Arbitro: | Calizza |

|                |           |                                              |
| Lombardini 63’ | Marcatori | 30’ Schiavetti 53’ Krieziu 76’ (rig.) Amadei |

| Arbitro: | Maurelli |

|                                |           |  |
| Urilli 8’ Amadei 20’, 40’, 70’ | Marcatori |  |

| Arbitro: | Dattilo |

|                 |           |  |
| Koenig 46’, 83’ | Marcatori |  |

| Arbitro: | Fois |

|                          |           |  |
| Forlivesi 12’ Urilli 50’ | Marcatori |  |

#### Girone di ritorno
| Arbitro: | Dattilo |

|                                        |           |  |
| Lombardi 45’ Cozzolini 48’ Krieziu 85’ | Marcatori |  |

| Arbitro: | Maurelli |

|  |           |                              |
|  | Marcatori | 42’ Urilli 67’, 78’ Dagianti |

| Arbitro: | Dattilo |

|                  |           |             |
| Di Benedetti 87’ | Marcatori | 64’ Krieziu |

| Roma 22 aprile 1945, ore 16:00 11ª giornata | Roma       | 0 – 0 referto | Albaerotecnica | Stadio Nazionale del PNF\| Arbitro: \| Guazzaroni \| |
| Arbitro:                                    | Guazzaroni |               |                |                                                      |

| Arbitro: | Moscatelli |

|           |           |                              |
| Bruni 13’ | Marcatori | 39’ (rig.) Amadei 66’ Urilli |

| Arbitro: | Gemini |

|            |           |  |
| Urilli 60’ | Marcatori |  |

| Arbitro: | Arpaia |

|  |           |                           |
|  | Marcatori | 21’ Urilli 79’ Schiavetti |

### Coppa Città di Roma

#### Fase a gironi
| Arbitro: | Lisotti |

|                                                          |           |                      |
| Krieziu 1’, 32’ Cozzolini 8’, 58’ Giovannardi 71’ (aut.) | Marcatori | 78’ (rig.) Renaldini |

| Arbitro: | Orlandini |

|  |           |                                         |
|  | Marcatori | 9’, 66’ (rig.) Amadei 23’, 33’ Lombardi |

| Arbitro: | Guazzaroni |

|              |           |              |
| Lombardi 42’ | Marcatori | 29’ Colaneri |

| Arbitro: | Moscatelli |

|               |           |              |
| Vettraino 63’ | Marcatori | 82’ Lombardi |

| Arbitro: | Di Chiara |

|                                                       |           |                |
| Lombardi 8’ Amadei 9’, 60’, 78’ Krieziu 56’, 68’, 73’ | Marcatori | 67’ Bernardini |

| Arbitro: | Lisotti |

|                                            |           |                                                 |
| Alzani 7’, 70’ Colaneri 37’ Provenzali 57’ | Marcatori | 24’ (aut.) Riciniello 62’ Lombardi 78’ Dagianti |

#### Fase ad eliminazione diretta
| Arbitro: | Orlandini (Roma) |

|                                                                   |           |            |
| Amadei 25’ Dagianti 36’ Urilli 44’ Cozzolini 46’, 68’ Krieziu 87’ | Marcatori | 27’ Donati |

| Arbitro: | Lisotti (Roma) |

|                                         |           |                |
| Krieziu 7’ Dagianti 52’ Amadei 55’, 60’ | Marcatori | 42’ Bernardini |

## Statistiche

### Statistiche di squadra
Di seguito le statistiche di squadra.
| Competizione                | Punti | In casa | In casa | In casa | In casa | In casa | In casa | In trasferta | In trasferta | In trasferta | In trasferta | In trasferta | In trasferta | Totale | Totale | Totale | Totale | Totale | Totale | DR  |
| Competizione                | Punti | G       | V       | N       | P       | Gf      | Gs      | G            | V            | N            | P            | Gf           | Gs           | G      | V      | N      | P      | Gf     | Gs     | DR  |
| --------------------------- | ----- | ------- | ------- | ------- | ------- | ------- | ------- | ------------ | ------------ | ------------ | ------------ | ------------ | ------------ | ------ | ------ | ------ | ------ | ------ | ------ | --- |
| Campionato romano di guerra | 22    | 7       | 5       | 1       | 1       | 14      | 3       | 7            | 5            | 1            | 1            | 15           | 6            | 14     | 10     | 2      | 2      | 29     | 9      | +20 |
| Coppa città di Roma         | 10    | 5       | 4       | 1       | 0       | 24      | 5       | 3            | 1            | 1            | 1            | 8            | 5            | 8      | 5      | 2      | 1      | 32     | 10     | +22 |
| Totale                      | -     | 12      | 9       | 2       | 1       | 38      | 8       | 10           | 6            | 2            | 2            | 23           | 11           | 22     | 15     | 4      | 3      | 61     | 19     | +42 |

### Andamento in campionato
| Giornata  | 1 | 2 | 3 | 4 | 5 | 6 | 7 | 8 | 9 | 10 | 11 | 12 | 13 | 14 |
| --------- | - | - | - | - | - | - | - | - | - | -- | -- | -- | -- | -- |
| Luogo     | T | C | C | C | T | C | T | C | T | T  | C  | T  | C  | T  |
| Risultato | V | V | P | V | V | P | V | V | V | N  | N  | V  | V  | V  |
| Posizione | 1 | 1 | 2 | 2 | 1 | 2 | 2 | 1 | 1 | 1  | 1  | 1  | 1  | 1  |

Legenda:

Luogo: C = Casa; T = Trasferta. Risultato: V = Vittoria; N = Pareggio; P = Sconfitta.

### Statistiche dei giocatori
Desunte dalle edizioni cartacee dei giornali dell'epoca. A completamento delle statistiche vanno aggiunti due autoreti in favore dei giallorossi durante la Coppa città di Roma.
| Giocatore       | Campionato romano di guerra | Campionato romano di guerra | Coppa Città di Roma | Coppa Città di Roma | Totale   | Totale |
| Giocatore       | Presenze                    | Reti                        | Presenze            | Reti                | Presenze | Reti   |
| --------------- | --------------------------- | --------------------------- | ------------------- | ------------------- | -------- | ------ |
| S. Andreoli     | 14                          | 0                           | 7                   | 0                   | 21       | 0      |
| A. Amadei       | 10                          | 8                           | 8                   | 8                   | 18       | 16     |
| E. Borsetti     | 5                           | 0                           | 0                   | 0                   | 5        | 0      |
| N. Celestini    | 1                           | 0                           | 1                   | 0                   | 2        | 0      |
| E. Cozzolini    | 8                           | 2                           | 6                   | 4                   | 14       | 6      |
| V. Dagianti     | 10                          | 2                           | 8                   | 3                   | 18       | 5      |
| A. Ferioli      | 2                           | 0                           | 2                   | 0                   | 4        | 0      |
| M. Forlivesi    | 1                           | 1                           | 0                   | 0                   | 1        | 1      |
| C. Francalancia | 13                          | -8                          | 7                   | -6                  | 20       | -14    |
| N. Fusco        | 2                           | 0                           | 0                   | 0                   | 2        | 0      |
| I. Ippoliti     | 1                           | -1                          | 1                   | -4                  | 2        | -5     |
| P. Jacobini     | 10                          | 0                           | 4                   | 0                   | 14       | 0      |
| N. Krieziu      | 12                          | 4                           | 8                   | 7                   | 20       | 11     |
| B. Lombardi     | 7                           | 3                           | 6                   | 6                   | 13       | 9      |
| C. Matteini     | 12                          | 0                           | 7                   | 0                   | 19       | 0      |
| E. Mornese      | 0                           | 0                           | 0                   | 0                   | 0        | 0      |
| G. Salvioli     | 0                           | 0                           | 0                   | 0                   | 0        | 0      |
| E. Schiavetti   | 8                           | 2                           | 5                   | 0                   | 13       | 2      |
| R. Pastori      | 12                          | 0                           | 6                   | 0                   | 18       | 0      |
| A. Piccinini    | 14                          | 0                           | 7                   | 0                   | 21       | 0      |
| O. Urilli       | 12                          | 7                           | 5                   | 1                   | 17       | 8      |

### Videografia
- Manuela Romano (a cura di), La storia della A.S. Roma (10 DVD-Video), Corriere dello Sport, Rai Trade, 2006.